# Ред Де Молеа
Ред Де Молеа је основан 1919. године у САД. Основао га је Франк С. Ланд у држави Мисури.
У тај ред могу да се учлане мушкарци од 13 до 21 година старости.